# Ammanagudi Kaval, Belur
Ammanagudi Kaval là một làng thuộc tehsil Belur, huyện Hassan, bang Karnataka, Ấn Độ.